# Coup de cœur (chanson)
Pour l’article homonyme, voir Coup de cœur.
Singles de Kenza Farah
Quelque part
(2012)
Pistes de 4 Love
Quelque part
(4) Indélébile
(6)
Coup de cœur est une chanson de l'artiste française Kenza Farah en duo avec le rappeur marseillais d'origine comorienne Soprano. 
Le single sort le 22 octobre 2012 sous le label Jive Records et distribué par le major Sony Music Entertainment. Extrait de son 4e album studio 4 Love (2012), la chanson est écrite par Soprano et Kenza Farah. Coup de cœur est produit par Mounir Maarouf. Le single se classe dans deux pays francophones (France et Belgique [Wallonie]). Le clip vidéo sort le 31 octobre 2012

## Liste des pistes
Promo - Digital Jive 
1. Coup de cœur - 4:46

## Classement par pays
| Classement (2012)                       | Meilleure position |
| --------------------------------------- | ------------------ |
| France (SNEP)                           | 16                 |
| France (Radiodiffusion)                 | 18                 |
| Belgique (Wallonie Ultratop 50 Singles) | 21                 |